# Echtes Mädesüß
Das Echte Mädesüß (Filipendula ulmaria) ist eine Pflanzenart aus der Gattung Mädesüß (Filipendula) innerhalb der Familie der Rosengewächse (Rosaceae). Sie ist in weiten Gebieten Europas heimisch und man findet sie auf nährstoffreichen Feucht- und Nasswiesen, an Gräben und Bachufern sowie in Erlen-Eschenwäldern. An selten gemähten und nährstoffreichen Gewässerrändern ist das Echte Mädesüß eine Leitpflanze der Mädesüß-Hochstaudenfluren (Filipendulion).

## Namensherkunft

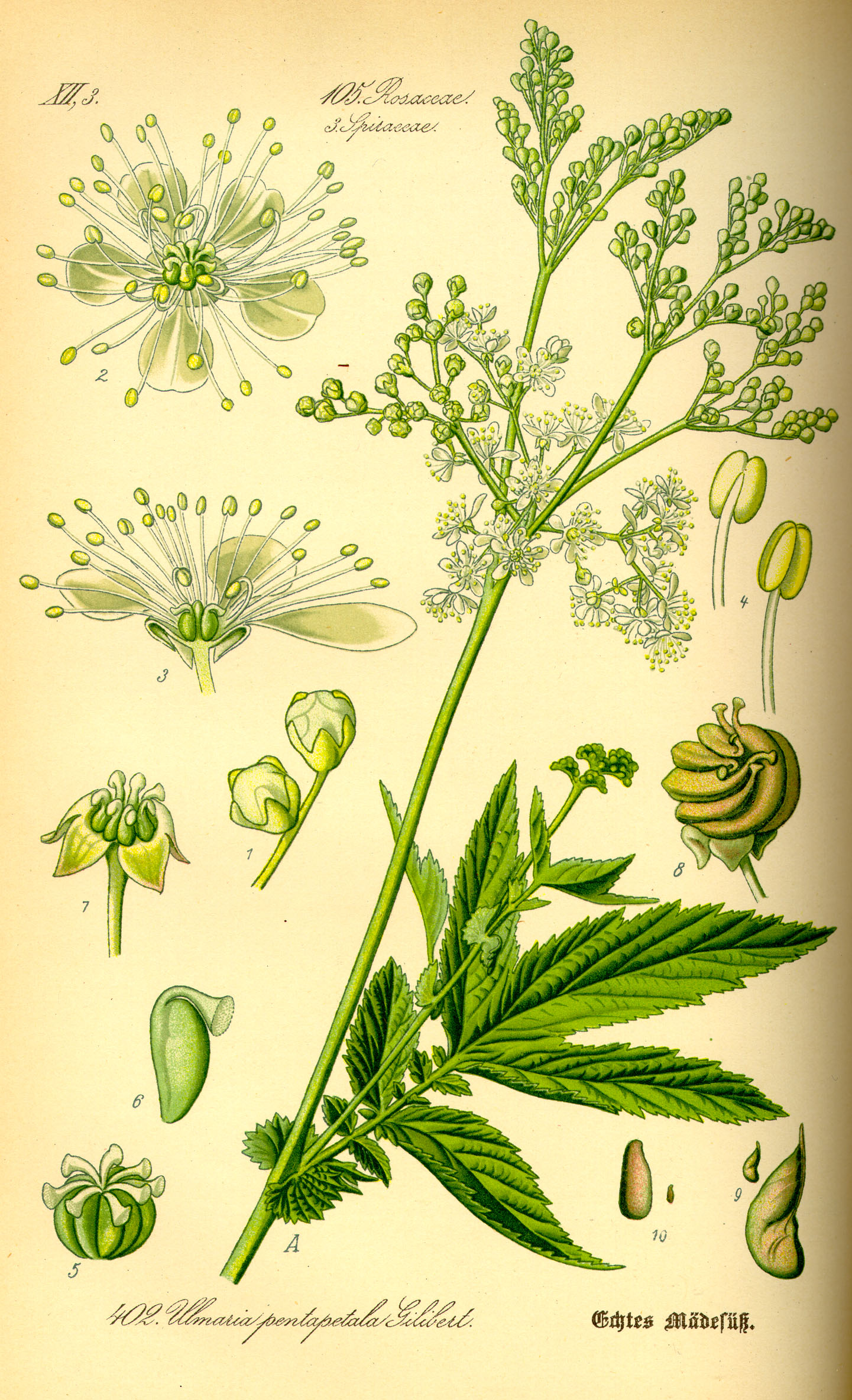
Illustration aus Prof. Dr. Otto Wilhelm Thomé: Flora von Deutschland, Österreich und der Schweiz, Gera, 1885

Für die deutschsprachige Bezeichnung „Mädesüß“ gibt es mehrere Erklärungsansätze. Die am häufigsten genannte Erklärung verweist darauf, dass Mädesüß früher zum Süßen und Aromatisieren von Wein und insbesondere Met verwendet wurde. Der Name bedeute daher „Metsüße“ – wobei dieser Honigwein allerdings weniger ein weiteres Süßungsmittel benötigte, aber aufgrund des eher flachen Weingeschmacks ein Aroma, zu dem das Mädesüß beigetragen haben mag. Mädesüß ist allerdings auch eine „Mahdsüße“, denn nach dem Absensen verströmen die verwelkenden Blätter und Stängel einen süßen Geruch. Mede ist zugleich ein altertümlicher Begriff für Grasland, auf dem das Mädesüß auch tatsächlich wächst, wenn der Boden ausreichend feucht ist. Für diese Herkunft spricht zum Beispiel der englische Name meadow sweet, während die norwegischen und englischen Bezeichnungen mjødurt bzw. mead wort (beide: Metkraut) wiederum auf Metsüße hindeuten.
Im Volksmund trägt das Echte Mädesüß eine Reihe weiterer Namen. In einigen Regionen wird es aufgrund ihrer ulmenähnlichen Blätter auch „Rüsterstaude“ genannt und „Bacholde“, weil seine Blüten an die des Schwarzen Holunders erinnern. „Wiesenkönigin“ (so auch die französische Bezeichnung Reine-des-prés) spielt auf die auffällige Größe dieser Pflanzenart an und „Federbusch“ oder „Spierstrauch“ (auch „Große Spiere“) auf die Form des Blütenstands. Im Nordschwarzwald wird diese Art als „Geißripp“ bezeichnet.

## Beschreibung

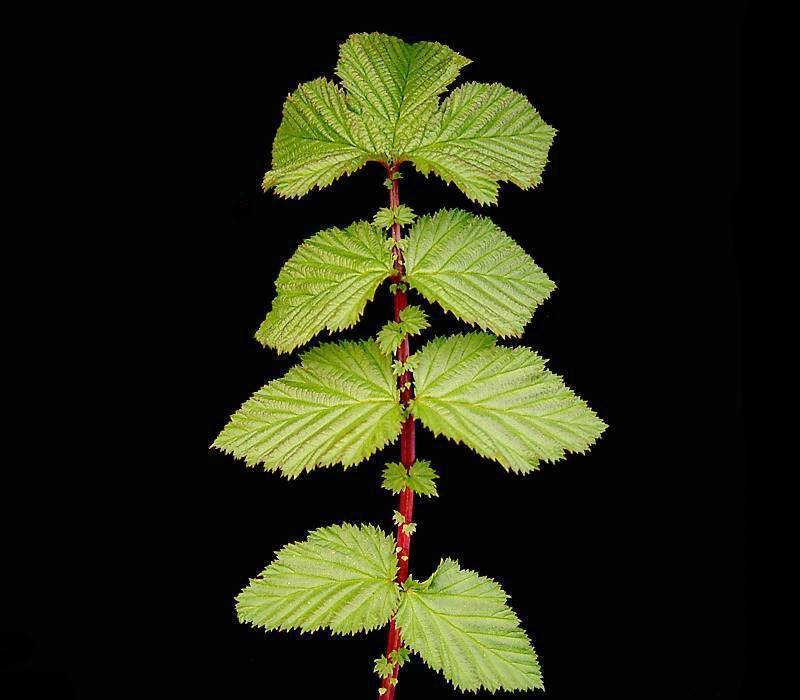
„unterbrochen gefiedertes“ Laubblatt

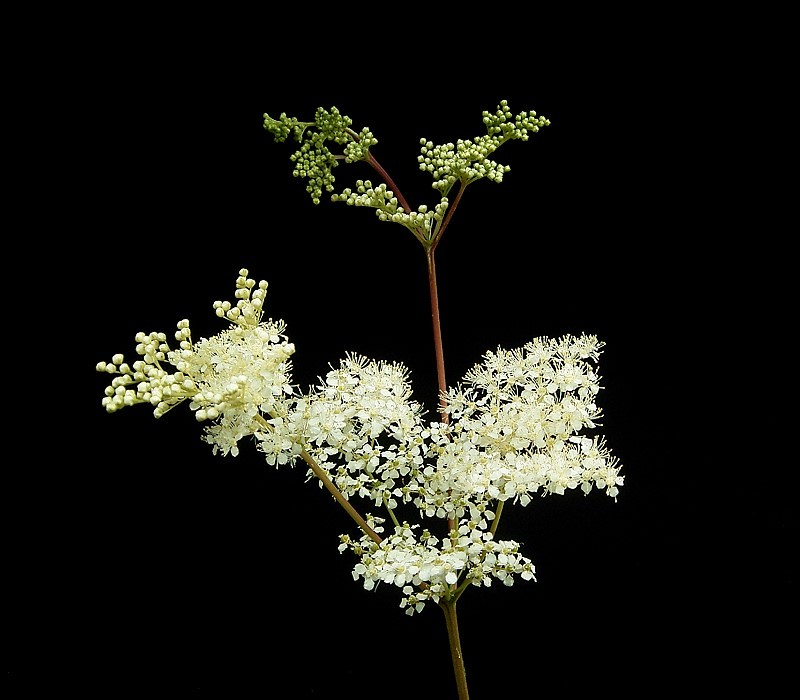
Blütenstand („Trichterrispe“, „Spirre“)

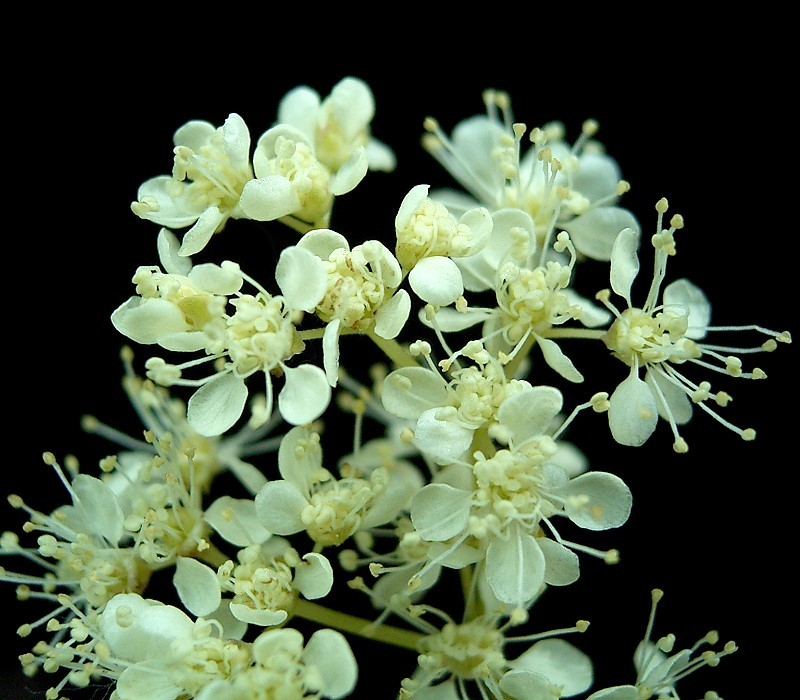
Ausschnitt eines Blütenstandes mit Nahaufnahme einzelner Blüten

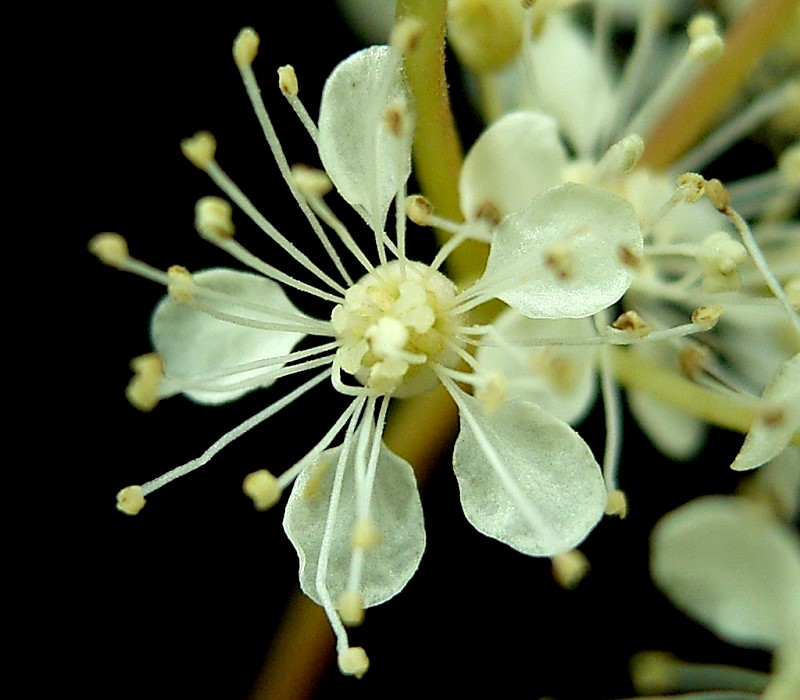
Blüte

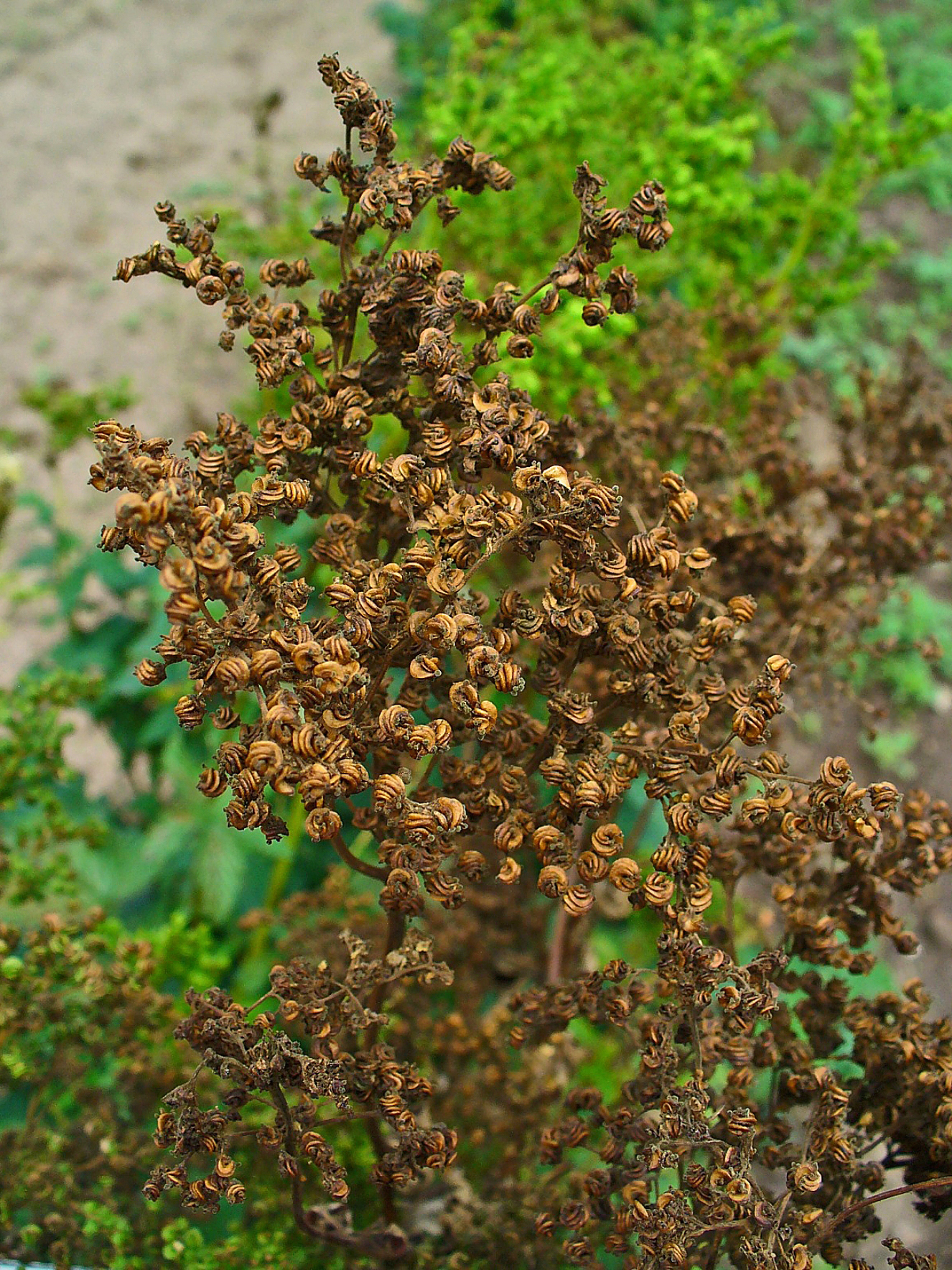
Fruchtstand

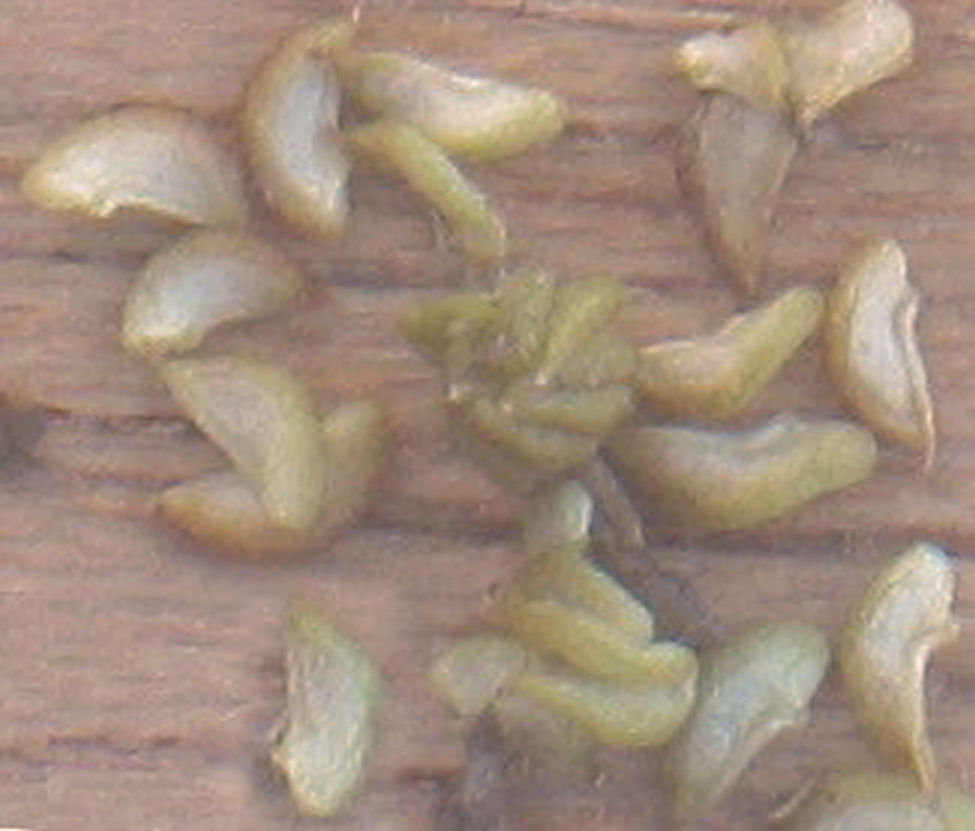
Nüsschen

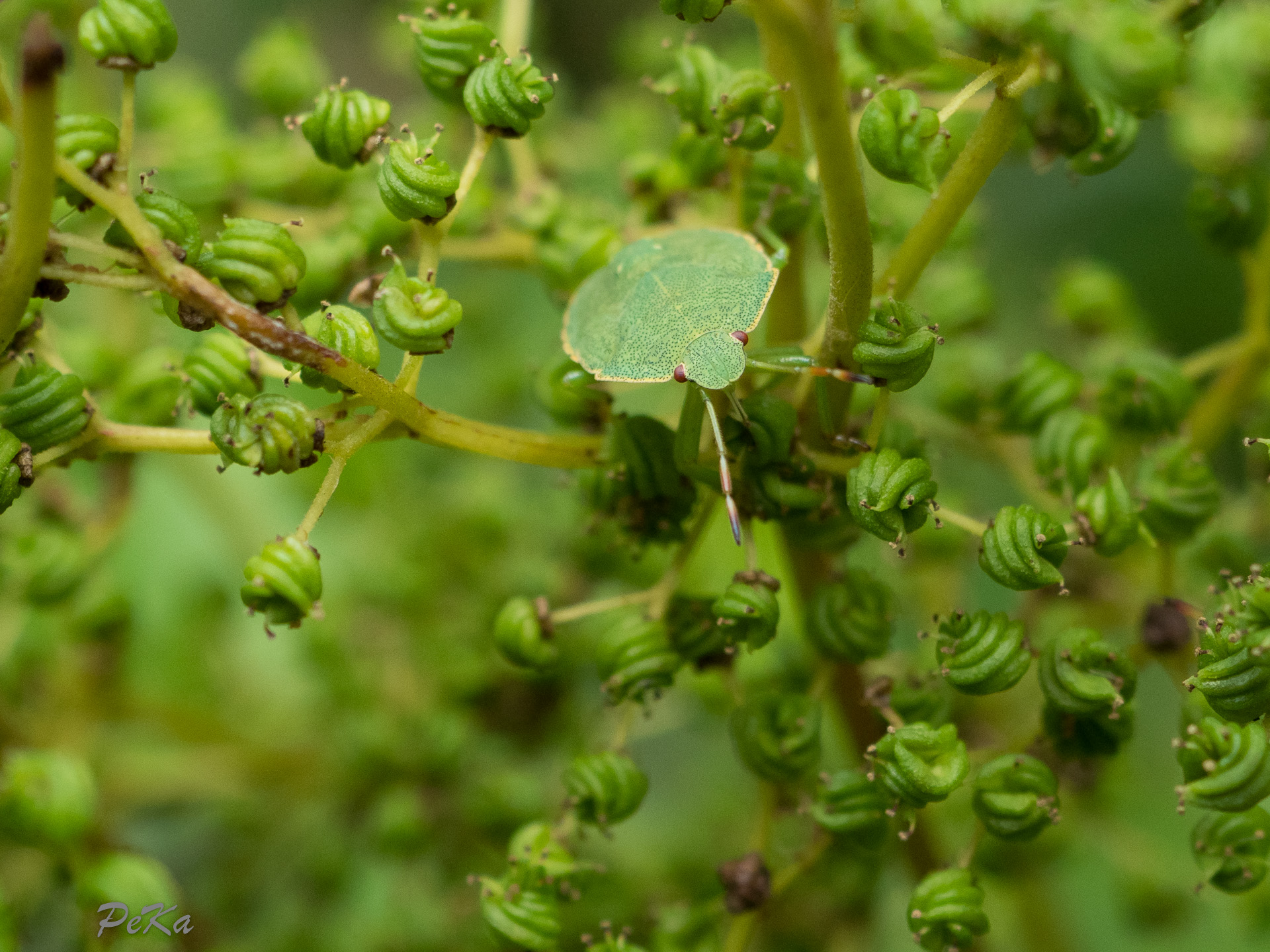
Spiralig zusammenstehende unreife Nüsschen des Echten Mädesüß (mit Wanze)

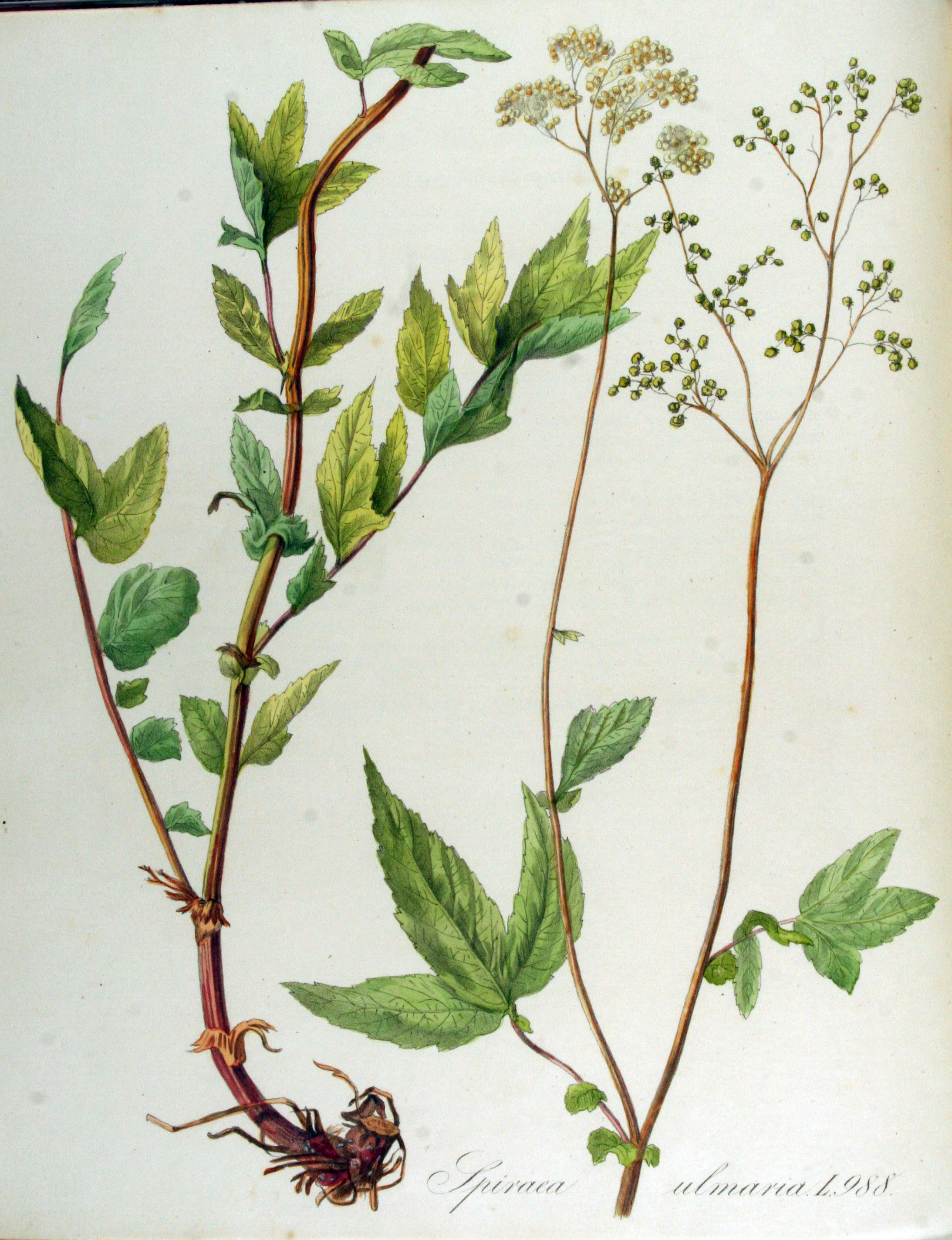
Illustration aus Flora Batava, Volume 13

### Erscheinungsbild und Blatt
Das Echte Mädesüß ist eine ausdauernde krautige Pflanze und erreicht Wuchshöhen von 50 bis 150, bisweilen 200 Zentimetern. Die Stängel sind kahl, rötlich überlaufen und verzweigen sich erst im oberen Teil.
Die entfernt wechselständig am Stängel angeordneten Laubblätter sind in Blattstiel und -spreite gegliedert. Die unteren Laubblätter sind lang gestielt, die oberen fast sitzend. Die Blattspreiten sind unterbrochen gefiedert, dunkelgrün und stark geadert. Die Blattunterseite weiß flaumig behaart. Die Fiederblättchen erinnern an die Laubblätter der Ulmen, worauf sich auch das Artepitheton ulmaria bezieht. Die Laubblätter besitzen die höchste bekannte Spaltöffnungsdichte von 1300 je Quadratmillimeter. Jedes Blatt hat zwei bis fünf Paare von größeren Seitenfiedern. Jede größere Seitenfieder ist bei einer Länge von 3 bis 10 Zentimetern sowie einer Breite von 1 bis 4 Zentimetern eiförmig mit spitzem Ende und gerundeter Basis oder kurz keilförmig und am Rand doppelt gesägt bis gezähnt. Die kleineren Seitenfiedern sind nur wenige Millimeter lang und gezähnt. Das Endblättchen ist drei-, selten sogar fünflappig. Die Nebenblätter der Stängelblätter sind nierenförmig oder fast herzförmig und gezähnt.

### Blütenstand und Blüte
Die Blütezeit reicht in Deutschland von Juni bis Juli, in Mitteleuropa von Juni bis August. Auffällig sind die trichterrispigen Blütenstände des Echten Mädesüß, die viele Einzelblüten enthalten und schubweise aufblühen. Die Blüten sind teils sitzend, teils mäßig lang gestielt. Die Blütenstiele sind dünn und flaumig behaart.
Die Blüten verströmen insbesondere abends einen intensiven, honig- bis mandelartigen Geruch. Es kommen Pflanzenexemplare mit männlichen und mit zwittrigen Blüten vor. Die relativ kleinen Blüten sind radiärsymmetrisch und fünfzählig mit doppelter Blütenhülle. Die fünf Kelchblätter sind bei einer Länge von selten länger als 1 Millimeter dreieckig mit spitzem oberen Ende und nach der Anthese zurückgeschlagen. Die fünf creme- bis gelblich-weißen Kronblätter sind bei einer Länge von 2 bis 5 Millimetern verkehrt-eiförmig und plötzlich in einen kurzen Nagel verschmälert. Die 20 bis 40 Staubblätter sind in weiße Staubfäden sowie gelbe Staubbeutel gegliedert und doppelt so lang wie die Kronblätter. Die sechs bis zehn freien Fruchtblätter sind halbherzförmig, kahl und grün. Die weißen Griffel enden jeweils in rundlichen, abgeflacht kugeligen gelben Narben.

### Frucht und Samen
Je Blüte entwickeln sich meist sechs bis acht leicht schraubig miteinander verdrillte, zusammenstehende Nüsschen, die in ihrer Gesamtheit den Eindruck einer einzelnen Frucht vermitteln. Die unscheinbaren, zweisamigen, dünnwandigen, lufthaltigen, sich bei der Reife nicht öffnenden, balgartigen Nüsschen sind bei einer Länge von 2 bis 3 Millimetern sichelförmig gekrümmt. Auch aufgrund dieser spezifischen Fruchtform lässt sich das Echte Mädesüß gut vom Kleinen Mädesüß (Filipendula vulgaris) unterscheiden, bei dem die Nüsschen eine gerade Form haben. Mit zunehmender Reife verändert sich die Farbe der Nüsschen von grün zu braun. Im Oktober sind die Nüsschen ausgereift, haben eine flache Form und eine hellbraune, harte Fruchtwand. In den Nüsschen befinden sich die lediglich etwa 1 Millimeter langen Samen.

### Chromosomenzahl
Die Chromosomenzahl beträgt 2n = 14, 16 oder 24.

## Ökologie

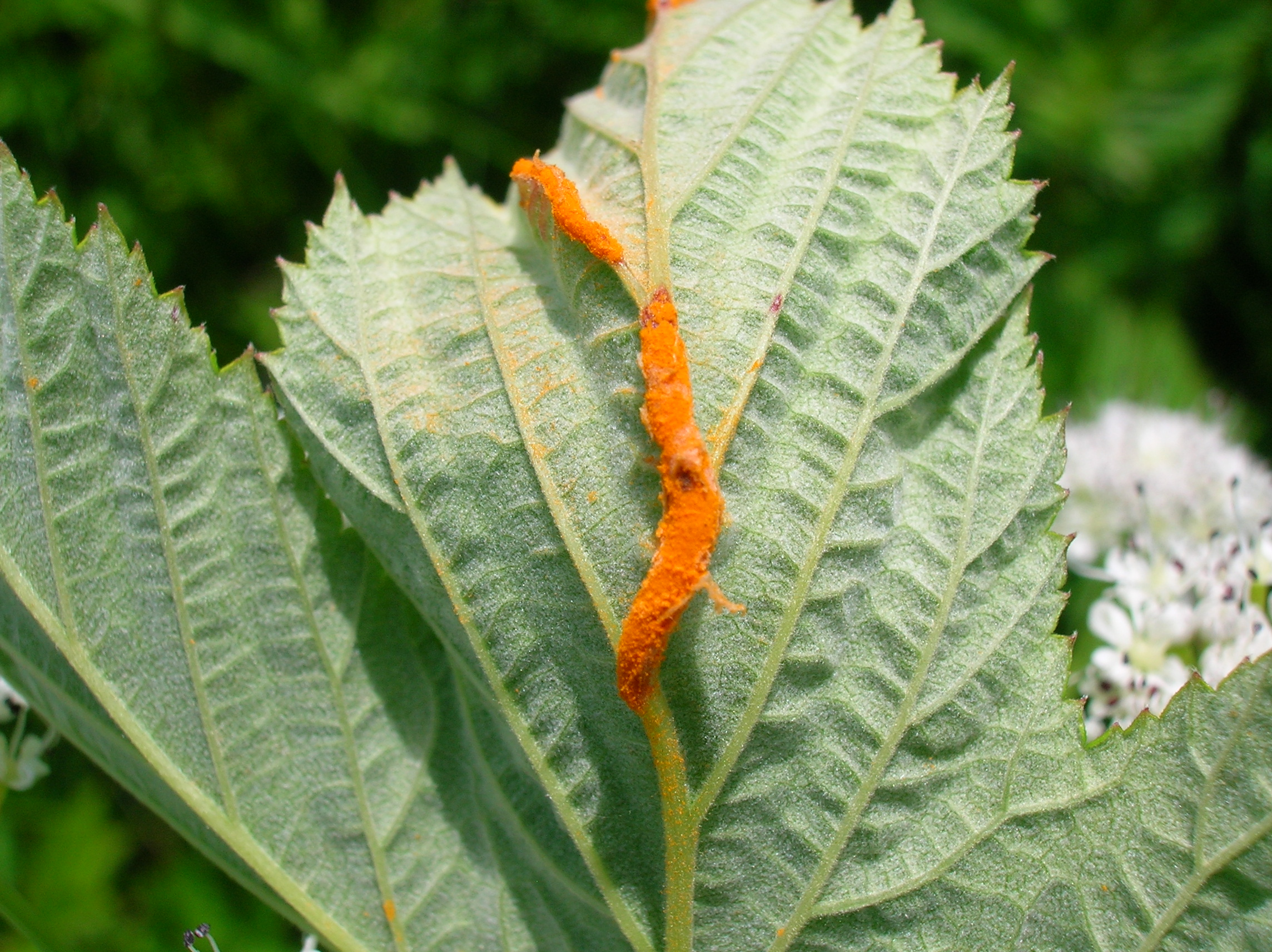
Sori des Rostpilzes Triphragmium ulmariae auf der Blattunterseite

Das Echte Mädesüß ist ein Hemikryptophyt und eine Schaftpflanze.
Blütenökologisch handelt es sich um „Pollenscheibenblumen“, die intensiv mandel- bis honigartig duften; beim Zerreiben riechen sie jedoch nach Salicylsäure. Durch Aufrichten geben die reifen Staubblätter allmählich die Narben frei. Mit ihrem reichlichen Pollenangebot und dem süßen Blütenduft lockt das Echte Mädesüß vor allem Bienen, pollenfressende Fliegen und Schwebfliegen an. Zu den bestäubenden Insekten gehören aber auch Käfer.
Mit dem Reifeprozess erhöht sich der Lufteinschluss in den Nüsschen. Der damit verbundene Gewichtsverlust trägt dazu bei, dass die Nüsschen vom Wind besser weggetragen werden können (sogenannte Anemochorie). Man zählt das Echte Mädesüß zu den „Winterstehern“, denn die reifen Nüsschen werden nur allmählich durch den Wind vom Fruchtboden abgelöst und ausgebreitet (Semachorie). Gelegentlich findet man noch im Frühjahr an den vertrockneten Blütenzweigen verbliebene Nüsschen.
Das Echte Mädesüß nutzt allerdings auch andere Ausbreitungsmechanismen, um seinen Samen möglichst weit zu streuen. Die Nüsschen des auch im Uferbereich von Gewässern wachsenden Mädesüß sind aufgrund des hohen Lufteinschlusses schwimmfähig und werden, wenn sie ins Wasser fallen, von diesem weggetragen (Nautochorie). Die Nüsschen zählen jedoch auch zu den Anhaftern (Epichorie), denn sie bleiben leicht an Tierfellen haften und werden so ausgebreitet.
Das Echte Mädesüß wird vom Rostpilz Triphragmium ulmariae befallen.

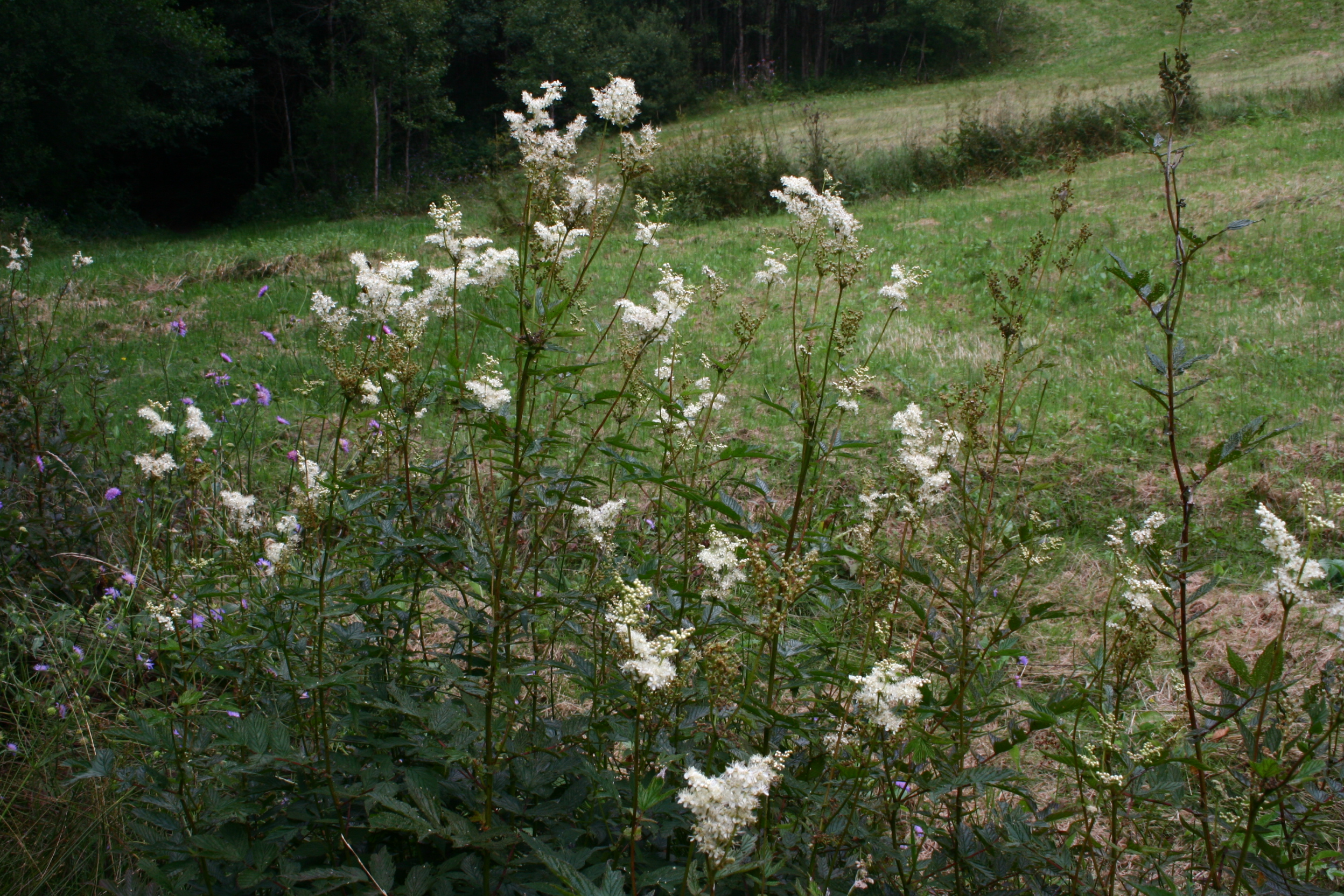
Mädesüß-Hochstaudenflur

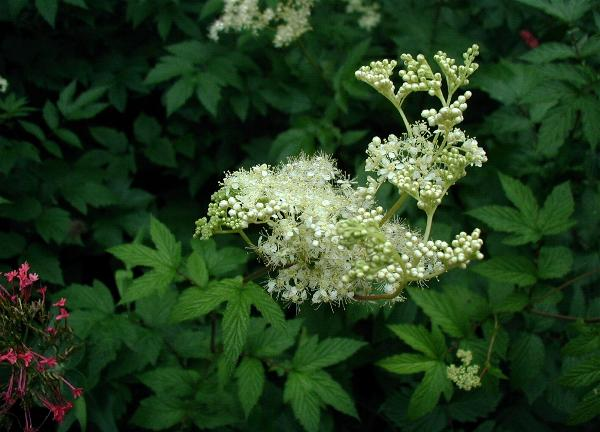
Blütenstände am Beginn des Aufblühens

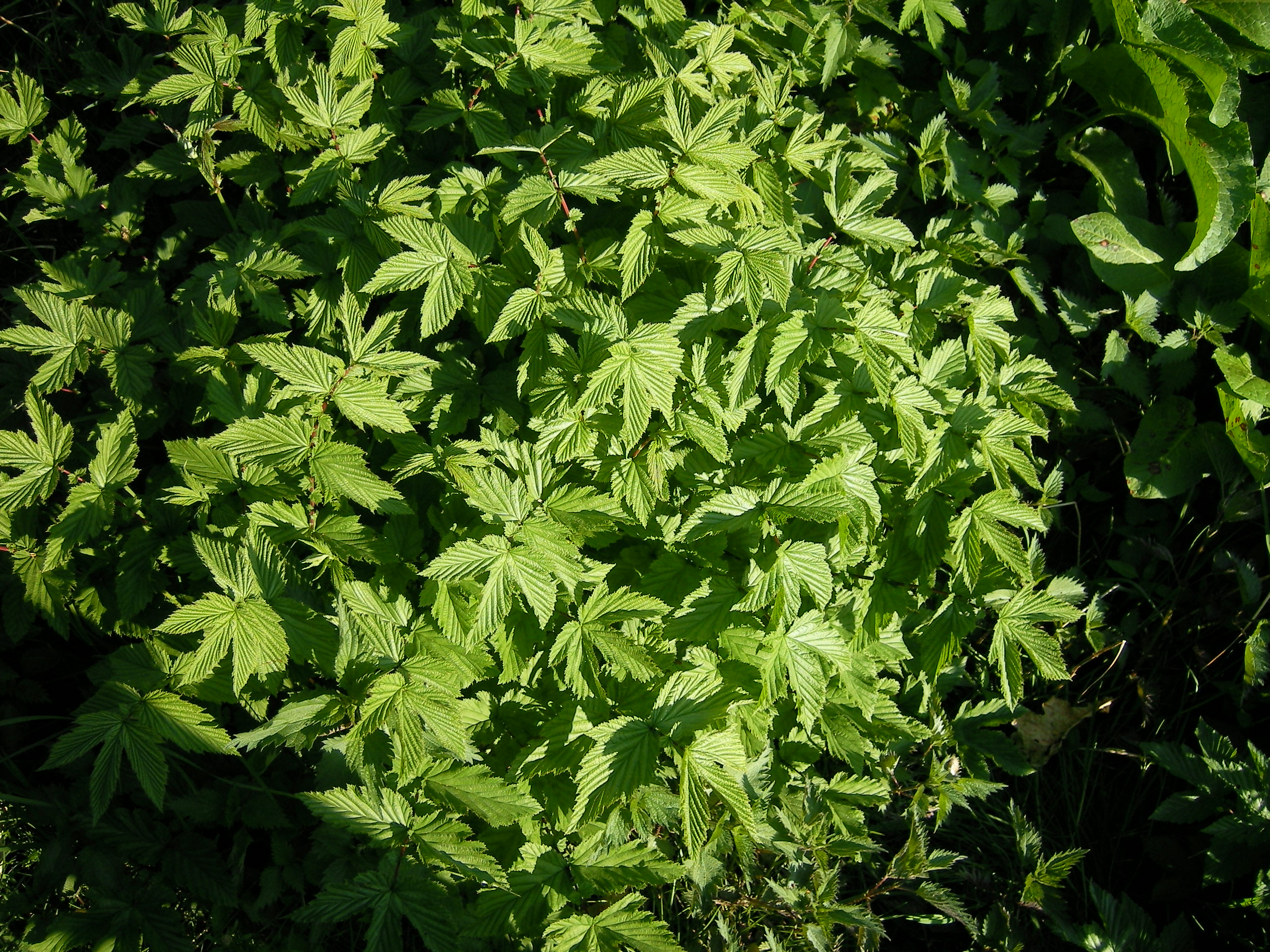
Aufsicht auf einen vegetativen Bestand

## Vorkommen und Vergesellschaftung
Filipendula ulmaria ist auch in Nord- und Mittelasien verbreitet und heimisch. Echtes Mädesüß ist in großen Teilen Europas mit Ausnahme des südlichen Mittelmeerraumes zu finden. Im östlichen Nordamerika ist es ein unerwünschter Neophyt und wie auch in Europa ein Weideunkraut. Da es sich sowohl vegetativ, nämlich unterirdisch klonal, wie auch generativ durch seine Früchtchen, auf dem Kulturland ausbreiten kann und vom Weidevieh gemieden wird, soll es vielerorts als Plagepflanze angesehen und bekämpft werden.
In Mittelasien grenzt das Verbreitungsgebiet an jenes des Rosa Mädesüß (Filipendula palmata) an, das von Sibirien bis Kamtschatka zu finden ist und dort in nebel- und regenreichen Gebieten wächst. Auf der Kamtschatka-Halbinsel wächst außerdem das Kamtschatka-Mädesüß, die mit einem Höhenwachstum von bis zu drei Meter größte Mädesüß-Art, die auch im nördlichen Japan verbreitet ist.
In Deutschland steigt das Echte Mädesüß in den Alpen bis in Höhenlagen von 1360 Metern auf, im Schwarzwald sogar bis 1420 Meter. In den Allgäuer Alpen kommt es bis in einer Höhenlage von 1220 Meter im Seesumpf bei Bach in Tirol vor. Im Kanton Wallis erreicht es sogar die Höhenlage von 1660 Metern, in Graubünden am Piz dal Fuorn 1800 Meter.
Mädesüß wächst auf sicker- oder grundnassen oder feuchten, nährstoffreichen, schwach bis mäßig sauren, sandigen oder reinen Lehm- und Tonböden bzw. Sumpfhumusböden, ferner auf Torf. Es ist eine Licht- bis Halbschattenpflanze.
Ursprünglich war das Echte Mädesüß vor allem in Erlen-Eschenwäldern zu finden, die früher die Bach- und Flussauen prägten. Da diese Waldgesellschaften heute in Mitteleuropa nur noch in Fragmenten vorhanden sind, wächst das Echte Mädesüß „ersatzweise“ entlang von Wassergräben und Bächen und ist außerdem häufig auf Feuchtwiesen zu finden, die selten (höchstens einschürig) gemäht werden.
Die ökologischen Zeigerwerte nach Landolt et al. 2010 sind in der Schweiz: Feuchtezahl F = 4w+ (sehr feucht aber stark wechselnd), Lichtzahl L = 3 (halbschattig), Reaktionszahl R = 3 (schwach sauer bis neutral), Temperaturzahl T = 3 (montan), Nährstoffzahl N = 4 (nährstoffreich), Kontinentalitätszahl K = 3 (subozeanisch bis subkontinental).
Pflanzensoziologisch ist das Echte Mädesüß die Verbandscharakterart des Filipendulion (Mädesüß-Fluren), kommt aber auch in anderen Molinietalia-Gesellschaften (Nasswiesen, nasse Hochstaudenfluren) vor, außerdem in Convolvuletalia-Gesellschaften (nitrophytische Uferstaudengesellschaften nasser Standorte) sowie im Alno-Ulmion (Hartholzauwälder). Es gibt Überlegungen, dass Hochstaudengesellschaften wie die Mädesüß-Fluren pflanzensoziologisch von den Wirtschaftswiesen (Molinio-Arrhenatheretea) abgegrenzt und als eigene Klasse aufgefasst werden könnten.
Die blütenreiche Vegetation wird typischerweise aus dem namensgebenden Mädesüß und Arten wie Wasserdost (Eupatorium cannabinum), Echter Baldrian (Valeriana officinalis), Sumpfziest (Stachys palustris), Blutweiderich (Lythrum salicaria), Gilbweiderich (Lysimachia vulgaris), Große Brennnessel (Urtica dioica), Sumpf-Schachtelhalm (Equisetum palustre) und Rohrglanzgras (Phalaris arundinacea) gebildet. Ferner zählen Echter Beinwell (Symphytum officinale), Sumpf-Storchschnabel (Geranium palustre), Zottiges Weidenröschen (Epilobium hirsutum) und gelegentlich die Sumpf-Schwertlilie (Iris pseudacorus) zur Begleitflora.

## Systematik
Die Erstveröffentlichung erfolgte 1753 unter dem Namen (Basionym) Spiraea ulmaria durch L. Den früheren Gattungsnamen Ulmaria hat er von Clusius übernommen. Die Neukombination zu Filipendula ulmaria (L.) Maxim. wurde 1879 durch Maxim. in Trudy Imperatorskago S.-Peterburgskago Botaniceskago Sada. Acta Horti Petropolitani. St. Petersburg, Band 6, S. 251 veröffentlicht. Ein weiteres Synonym für Filipendula ulmaria (L.) Maxim. ist Ulmaria pentapetala Gilib.
In Europa können je nach Autor zwei Unterarten unterschieden werden:
- Filipendula ulmaria subsp. ulmaria (Syn.: Filipendula denudata (J.Presl & C.Presl) Fritsch, Filipendula subdenudata Fritsch, Spiraea denudata J.Presl & C.Presl, Spiraea glauca Schultz, Spiraea odorata Gray nom. illeg., Spiraea palustris Salisb. nom. illeg., Spiraea quinqueloba (Baumg.) Spreng., Spiraea unguiculata Dulac nom. illeg., Thecanisia discolor (W.D.J.Koch) Raf., Ulmaria denudata (J.Presl & C.Presl) Opiz, Ulmaria obtusiloba Opiz, Ulmaria palustris Moench, Ulmaria spiraea-ulmaria Hill, Filipendula ulmaria subsp. denudata (J.Presl & C.Presl) Hayek, Filipendula ulmaria subsp. nivea (Wallr.) Hayek, Spiraea ulmaria subsp. denudata (J.Presl & C.Presl) Schübler & Martens, Spiraea ulmaria subsp. discolor (W.D.J.Koch) Arcang.):[10]  Sie ist in Europa weitverbreitet.
- Filipendula ulmaria subsp. picbaueri (Podp.) Smejkal (Syn.: Filipendula stepposa Juz., Filipendula ulmaria var. picbaueri Podp.):[10]  Diese Unterart kommt in Europa in Russland, Belarus und Rumänien vor und hat Vorposten in der Slowakei, im südlichen Mähren und in Niederösterreich (Marchtal). Sie unterscheidet sich durch den im oberen Teil dicht kurzhaarigen Stängel, die filzigen Äste des Blütenstandes und die mindestens an der Spitze etwa behaarte Frucht. Sie wächst auf wechselfeuchten, im Sommer stark austrocknenden Auewiesen vor allem in Flutrasen der Agrostietalia stoloniferae.[11]

## Inhaltsstoffe
Mädesüß enthält unter anderem Salicylsäure, Flavonoide, Gerbsäuren, ätherisches Öl und Zitronensäure, außerdem ein schwach giftiges Glykosid, das bei entsprechend hoher Dosierung Kopfschmerzen auslösen kann.
Beim Zerreiben setzen die Laubblätter einen Geruch nach Salicylaldehyd (wie Rheumasalbe) frei. Wie die Rinde der Weiden enthält auch die einst Spiraea ulmaria genannte Filipendula ulmaria Salicylsäure. Das Medikament „Aspirin“ erhielt seinen Namen von der Spiraea.

### Analytik
Die zuverlässige qualitative und quantitative Bestimmung der Inhaltsstoffe gelingt nach angemessener Probenvorbereitung durch Kopplung der HPLC mit der Massenspektrometrie. Auch die HPLC-Analytik mit UV-Detektion kann zur Bestimmung einzelner Inhaltsstoffe wie Salicylaldehyd, Salicylsäure und weiterer Wirkstoffe (Mono- und Sesquiterpene) eingesetzt werden.

## Verwendung

### Verwendung in der Küche
Aus den Blüten kann man einen aromatischen Tee herstellen. Die unterirdischen und die grünen Pflanzenteile gelten als essbar.
Alle Pflanzenteile, insbesondere die Blüten, eignen sich zum Aromatisieren von Süß- und Fruchtspeisen sowie Getränken, denen sie einen süßlich-herben Geschmack verleihen. In der deutschen Küche verwendet man Mädesüß allerdings eher selten. Häufiger wird Echtes Mädesüß in der französischen Küche und der Küche in Brüssel und der Wallonie verwendet. Man macht sich zu Nutze, dass in Flüssigkeit getauchte Blüten ihre Geschmacksstoffe an die Flüssigkeit gut abgeben. Ungeschlagene Sahne nimmt den honig-mandelartigen Geschmack an, wenn über Nacht die Blüten in ihr ziehen konnten. Mädesüß-Sorbet wird gelegentlich als Zwischengang oder Abschluss eines Essens gereicht, da die Pflanze Sodbrennen entgegenwirken soll. Auch Bier, Met und Wein wurden früher mit Pflanzenteilen aromatisiert.

### Verwendung als Duftpflanze
Aufgrund des süß-herben Duftes, der von vielen Menschen als angenehm empfunden wird, war Mädesüß einst ein beliebtes Streukraut. Man bestreute am Morgen den Holzfußboden mit verschiedenen Kräutern und kehrte die Blätter und Stängel wieder aus, wenn sie abends vertrocknet waren und ihren Duft nicht mehr verströmten. Allerdings war es auch gängig, Mädesüßstreu tage- bis wochenlang zu benutzen, da es seinen Duft noch sehr lange verströmt.
In England wird Mädesüß Duftpotpourris beigemischt, um diesen eine etwas rundere Note zu verleihen. So war sie die bevorzugte Aromapflanze der englischen Königin Elisabeth I. (1533–1603). Allerdings wird der Duft nicht von allen gleichermaßen geschätzt. Von einigen Menschen wird der Geruch als zu aufdringlich empfunden, was der Pflanze auch den volkstümlichen Namen Wiesenschabe eingetragen hat.

### Verwendung in der Pflanzenheilkunde
Mädesüß ist eine alte Heilpflanze, jedoch in Antike und Mittelalter kaum schriftlich erfasst, erst das Circa instans (Mitte des 12. Jahrhunderts) aus der Schule von Salerno beschreibt die Pflanze ausführlich. Adam Lonitzer schrieb in seinem Kräuterbuch: Dieses Kraut Wurzel ist gut für den Stein, desgleichen denjenigen, die mit Mühe harnen und die Lendensucht haben. Das Pulver der Wurzel dient denjenigen, die einen kalten Magen haben und nicht gut verdauen können. Gegen Asthma nimm das Pulver und Enzian im gleichen Gewicht und gebrauche es in der Speise, es hilft ohne Zweifel.
Medizingeschichtlich ist Mädesüß interessant, da lange Zeit aus ihren Blütenknospen Salicylaldehyd gewonnen wurde, ein entzündungshemmender Wirkstoff, der heute in abgewandelter Form als synthetisch hergestellte Acetylsalicylsäure verkauft wird. Das Echte Mädesüß, das man damals botanisch noch den Spiersträuchern (Spiraea) zuordnete, hat zur Entwicklung des Markennamens Aspirin beigetragen. Während das „A“ für Acetyl steht, ist „spirin“ aus dem Begriff „Spiraeasäure“ abgeleitet.
Offizinell ist das Mädesüßkraut (Filipendulae ulmariae herba) unter dieser Bezeichnung im Europäischen Arzneibuch (Ph. Eur.) monographiert und besteht aus den blühenden Stängelspitzen. Nach Ph. Eur. ist ein Gehalt von mindestens 1 ml wasserdampfflüchtiger Substanzen (gebildet durch Säurehydrolyse aus Phenolglykosiden) je kg Droge gefordert. Weiterhin monographiert der Deutsche Arzneimittel-Codex Mädesüßblüten mit der älteren Bezeichnung der Droge Spiraeae flos.
Wichtige Wirkstoffe sind: Phenolglykoside wie Monotropidin und Spiraein – beim Trocknen entsteht in geringen Mengen ätherisches Öl mit Salicylaldehyd und Methylsalicylat  – sowie Flavonoide wie Spiraeosid und Gerbstoffe (Ellagitannine).
Medizinische Anwendungen: Mädesüßblüten haben schweiß- und harntreibende Eigenschaften.  Der Gehalt an Salicylsäureverbindungen, die ähnlich wie Acetylsalicylsäure wirken könnten, ist jedoch gering, so dass eine entzündungshemmende Wirkung bezweifelt wird. So wird die Droge nur noch zu Schwitzkuren empfohlen, wie man sie gern unterstützend bei beginnenden Erkältungen nutzt. Der Einsatz bei rheumatischen Erkrankungen und Gicht zur Erhöhung der Harnmenge ist in der Volksheilkunde bekannt.
Die Blüten und die jungen Blätter des Mädesüß werden zu Tee verarbeitet, dem eine gute harntreibende, entzündungshemmende sowie antirheumatische Wirkung nachgesagt wird. Da die in der Pflanze enthaltenen Stoffe jedoch wie bei vielen anderen pflanzlichen Mitteln abhängig von Standortbedingungen in ihrer Dosis stark schwanken, wird in der Regel empfohlen, sich die Pflanzenbestandteile in der Apotheke zu besorgen. Mädesüß soll die übermäßige Produktion von Magensäure eindämmen und so Sodbrennen entgegenwirken.
Der Ausschuss für pflanzliche Arzneimittel (HMPC) der Europäischen Arzneimittel-Agentur (EMA) hat zwei Monographien zu Mädesüß veröffentlicht. Die eine behandelt die Blüten (Filipendulae ulmariae flos), die andere die oberirdischen Pflanzenteile (Filipendulae ulmariae herba). Darin werden für beide Drogen die traditionellen Indikationen für verschiedene Zubereitungen bestätigt, zum Beispiel die Anwendung bei Erkältungen und zur Linderung von leichten Gelenkbeschwerden.

### Kulturgeschichtliche Besonderheiten
Bereits im 3. Jahrtausend v. Chr. war Mädesüß Bestandteil von in Glockenbechern nachgewiesenen Bieren in England und Schottland. In Schottland wurde die Pflanze zu dieser Zeit auch in Gräber beigegeben. Später, in der jüngeren Eisenzeit (Latènezeit), wurde sie unter anderem als Farbmittel für Stoffe benutzt. Imker rieben ihre neuen Bienenstöcke mit dem nach Honig duftenden Kraut aus, damit die Bienen sie annahmen. Mädesüß wird heute noch oft dem Met zugesetzt, um einen angenehmeren Geschmack zu bekommen. Im frühneuzeitlichen England kochte man die Blüten in Wein, um ihn als Stimmungsaufheller zu trinken, und Mädesüß kam neben anderen Kräutern wie Dost oder Gundermann auch ins elisabethanische Bier, während Hopfen als Bierzutat dort zu der Zeit noch verpönt war.